# Alcis periphracta
Alcis periphracta là một loài bướm đêm trong họ Geometridae.